# Bibio brunnipes
Bibio brunnipes är en tvåvingeart som först beskrevs av Fabricius 1794.  Bibio brunnipes ingår i släktet Bibio och familjen hårmyggor.
Artens utbredningsområde är Newfoundland. Arten är reproducerande i Sverige. Inga underarter finns listade i Catalogue of Life.